# Tractatulus de his qui ad ecclesias confugiunt

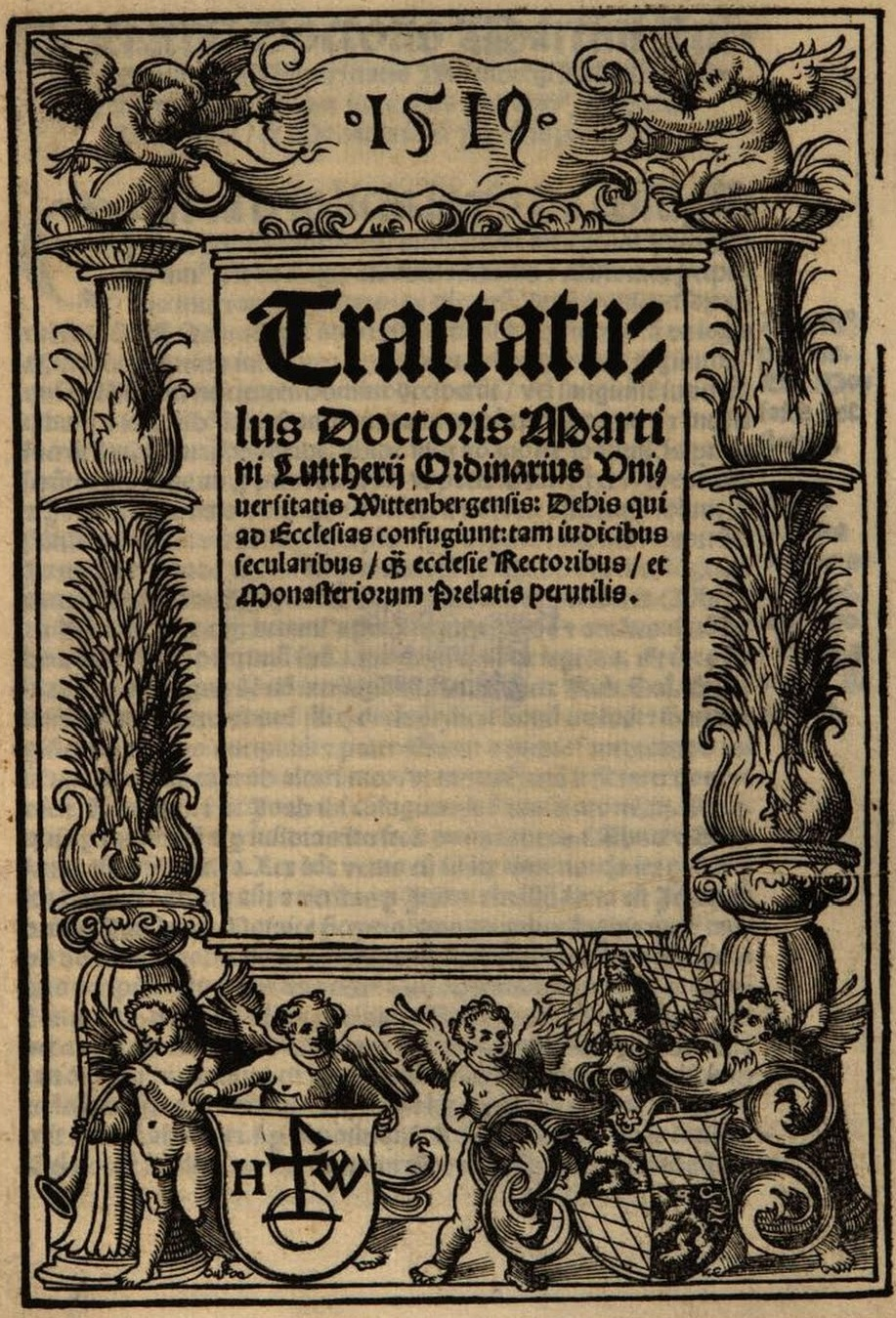
Titelseite des Zweitdrucks des Tractatulus

Der Tractatulus de his qui ad ecclesias confugiunt, tam iudicibus secularibus quam ecclesie rectoribus et monasteriorum prelatis perutilis („Kleine Abhandlung über die, die in Kirchen flüchten, sehr nützlich sowohl für weltliche Richter als auch für Kirchenrektoren und Klostervorsteher“) ist eine zunächst anonym erschienene, vorreformatorische lateinische Schrift, die in ihrer zweiten Auflage als Werk Martin Luthers bezeichnet wurde. Sie behandelt Recht und Grenzen des Kirchenasyls. Der Erstdruck wird auf 1517 datiert, die Abfassung jedoch früher.

## Entstehung und Textüberlieferung
Anders als die späteren Druckschriften Luthers ist der Tractatulus nur in wenigen Exemplaren erhalten. Von der Lutherforschung wurde er jahrhundertelang nicht beachtet. Gedruckt wurde er von Johann Weyssenburger in Landshut 1517 ohne Autorennennung und erneut 1520 mit der Verfasserangabe „Doctoris Martini Luttherij Ordinarius Vniuersitatis Wittenbergensis“. Ein weiterer Druck, ohne Verfasser- und Jahresangabe, erschien bei Jakob Köbel in Oppenheim.
Karl Knaake, der den Tractatulus 1883 im ersten Band der Weimarer Ausgabe der Werke Luther edierte, hält die Verfasserangabe für zutreffend, sie sei zusätzlich gestützt durch die Einleitung eines Augustinuszitats mit der Formel secundum patrem nostrum s. Augustinum („laut unserem Vater St. Augustinus“), die den Verfasser als Augustiner erweist. Die späteren Bearbeiter der Weimarer Ausgabe ordnen den Tractatulus den „unechten oder zweifelhaften Lutherschriften“ zu.
Über Entstehungszeit und -anlass sind nur Vermutungen möglich. Wenn Luther der Verfasser ist, spiegelt die Schrift sein 1501 begonnenes und 1505 zugunsten des Ordenseintritts abgebrochenes Jurastudium wider und dürfte vor seiner ausschließlichen Hinwendung zur Theologie (Studienbeginn Oktober 1508) entstanden sein. Knaake hält eine Veranlassung durch das Geschick des Erfurter Ratsherrn Heinrich Kellner für möglich, der vor dem aufgebrachten Volk in eine Kirche flüchtete und dort acht Wochen blieb, dann nach seiner Rückkehr ins eigene Haus festgenommen und im Juni 1510 hingerichtet wurde.
Die Schrift wird auch von denen als Indiz herangezogen, die Luthers Ordenseintritt im Juli 1505 für dadurch motiviert halten, dass er einen Mitstudenten im Streit getötet habe und sich der weltlichen Strafverfolgung habe entziehen wollen.

## Inhalt
Die Schrift bejaht unter Berufung auf biblische, kirchliche und juristische Autoritäten die Unverbrüchlichkeit des Kirchenasyls. Der Zufluchtsuchende müsse für seinen Unterhalt mit Geld oder Arbeit selbst aufkommen. Straffällig gewordenen Klerikern und Ordensleuten könne der zuständige Obere die Immunität entziehen, sofern ihnen nicht, direkt oder als Haftfolge, der Tod drohe.

## Digitalisate
- Der Druck Köbels (anonym)
- Der zweite Druck Weyssenburgers (mit Autorenangabe)

## Moderne Ausgaben
- Karl Knaake: Kommentar und kritische Textausgabe in D. Martin Luthers Werke. Kritische Gesammtausgabe, Band 1, Weimar 1883, S. 1–7
- Martin Luther. Traktat über das kirchliche Asylrecht. Aus dem Lateinischen ins Deutsche übersetzt und herausgegeben von Barbara Emme unter Mitarbeit von Dietrich Emme, Selbstverlag, Regensburg 1985 (Digitalisat); ohne den textkritischen Kommentar wieder abgedruckt in: Dietrich Emme: Gesammelte Beiträge zur Biographie des jungen Martin Luther. Hrsg. von Richard Niedermeier, Heimbach/Eifel 2016, S. 338–339; 344–349